# Den Ilp
Den Ilp is een lintdorp in de gemeente Landsmeer in de provincie Noord-Holland. Het aantal inwoners bedraagt 870 (2023).
De bebouwing van Den Ilp loopt aan de zuidkant over in het dorp Landsmeer en aan de noordkant in Purmerland. Aan de westkant van Den Ilp ligt het natuur- en recreatiegebied Het Twiske met het meer de Stootersplas; Het Twiske omvat ook een groot deel van de gemeente Oostzaan. Aan de oostkant van het dorp ligt het natuurgebied Ilperveld.
Het dorp werd sinds de jaren zestig landelijk bekend door de excentrieke schilder Anton Heyboer en trekt sinds de eerste jaren van de 21e eeuw ook aandacht door de uitbundige versieringen met lichtslangen in de kersttijd.
Den Ilp kent een modern fanfareorkest, De Eendracht.

## Bekende inwoners
De in 2005 overleden beeldend kunstenaar Anton Heyboer woonde hier sinds 1961 en werkte hier, met zijn vijf "bruiden". De vrouwen wonen er nog.
De kinderboekenschrijfster Thea Dubelaar is hier geboren, en de trompettiste Saskia Laroo groeide hier op.

## Zie ook

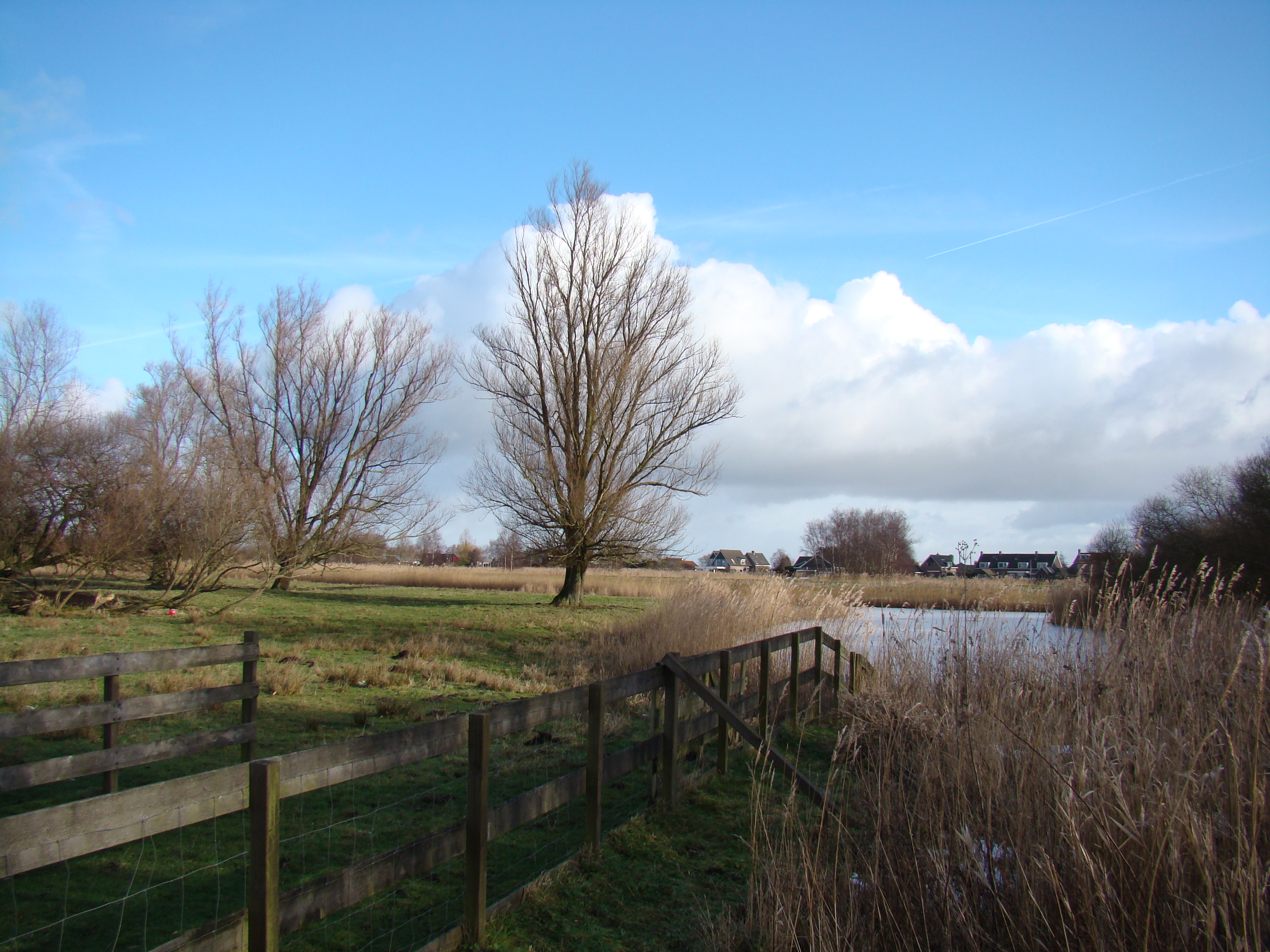
Den Ilp gezien vanaf de Stootersplas